# Gavril Kicsid
Gavril Emeric Kicsid (n. 2 aprilie 1948, Imeni, România) este un fost handbalist român de etnie maghiară, care a făcut parte din lotul echipei naționale de handbal a României, care a fost medaliată cu argint olimpic la Montreal 1976 și cu bronz olimpic la München 1972.
La Jocurile Olimpice din 1972 a jucat în toate cele șase meciuri și a marcat 12 goluri. La Jocurile Olimpice care au avut loc patru ani mai târziu, a jucat în patru meciuri (inclusiv finala) și a marcat patru goluri.

## Distincții
- Ordinul Muncii clasa I (29 martie 1974) „pentru comportarea remarcabilă și ocuparea locului I la Campionatul mondial de handbal masculin – ediția 1974 –, precum și pentru contribuția deosebită adusă la dezvoltarea acestui sport și la creșterea prestigiului sportului românesc pe plan internațional”[4]
- Ordinul „Meritul Sportiv” clasa a II-a (18 august 1976) „pentru rezultatele deosebite obținute la Jocurile olimpice de vară de la Montreal – 1976, precum și pentru contribuția adusă la dezvoltarea activității sportive și la creșterea prestigiului sportului românesc pe plan internațional”[5]